# Calvin Marlin
Calvin Donovan Marlin, né le 20 avril 1976 à Port Elizabeth (Afrique du Sud), est un footballeur sud-africain.